# Tadeusz Lubiejewski
Tadeusz Henryk Lubiejewski (ur. 28 października 1938 w Warszawie, zm. 4 lutego 2007) – polski polityk, poseł na Sejm PRL VIII kadencji.

## Życiorys
Syn Henryka i Władysławy. 12 czerwca 1961 został członkiem Polskiej Zjednoczonej Partii Robotniczej. Uzyskał wykształcenie wyższe humanistyczne, kończąc filologię polską w Wyższej Szkole Pedagogicznej w Krakowie. Zasiadał w egzekutywie Komitetu Dzielnicowego PZPR Katowice-Zachód. Od 1961 był członkiem redakcji „Dziennika Zachodniego”. Był też pracownikiem katowickiej rozgłośni Polskiego Radia oraz redaktorem naczelnym „Trybuny Robotniczej”. Od 13 stycznia 1978 do 7 października 1980 był członkiem egzekutywy Komitetu Wojewódzkiego PZPR w Katowicach. W latach 1980–1985 pełnił mandat posła na Sejm PRL VIII kadencji, reprezentując okręg Gliwice. Zasiadał w Komisji Kultury i Sztuki oraz w Komisji Spraw Zagranicznych. Był członkiem prezydium Stowarzyszenia Dziennikarzy Polskich.
Pochowany na centralnym cmentarzu komunalnym w Katowicach.